# Черновик (фильм)
«Чернови́к» — российский фантастический фильм 2018 года, снятый режиссёром Сергеем Мокрицким по одноимённому роману 2005 года русского писателя-фантаста Сергея Лукьяненко. В главной роли — Никита Волков.
Премьера фильма в России состоялась 25 мая 2018 года. Фильм считался одной из самых ожидаемых российских премьер 2018 года, но после выхода на экраны получил преимущественно негативные отзывы критиков и провалился в прокате.

## Сюжет
Москва, наши дни. Успешный разработчик компьютерных игр Кирилл Максимов, гений в своём деле, которого ценят и уважают в компании, внезапно сталкивается со странностями в своём окружении. Мистическим образом его перестают узнавать родители, любимая девушка Аня, друзья, знакомые, коллеги, соседи и даже собственная собака. Он напрочь стёрт из памяти всех, кого знает и любит. Его квартирой завладевает незнакомая женщина. Информация о нём исчезает из баз данных государственных служб, у него больше ничего нет в собственности, нет регистрации в паспорте, нет работы. Его не замечают на улице.
Вскоре Кирилл получает по телефону указание явиться в заброшенную водонапорную башню на Софийской набережной, неподалёку от Кремля. Там он узнаёт о том, что эта башня — точка перехода из нашего мира в другие параллельные реальности, где Кирилл, как избранный, должен будет под руководством и контролем засекреченного так называемого «куратора» выполнять почётную функцию «пограничника» или «таможенника» по отношению к тем, кто пересекает эти миры. Его привычная жизнь больше не существует, и отныне он будет жить по-новому. У него больше не будет прошлого, впереди его ждёт только светлое будущее. «Функционалы» уверяют его, что теперь он бессмертен и неуязвим и, кроме того, для выполнения возложенной на него функции он наделён сверхчеловеческими способностями, но в то же время он узнаёт, что теперь на него возложены и некоторые ограничения в передвижениях. Он сможет удаляться от «таможни» только на небольшое расстояние (максимальный размер так называемого «поводка» — 15 км). При выходе за пределы разрешённой ему зоны он может погибнуть, и спасти его сможет только вода.
Во всех параллельных мирах есть Москва, но историческая действительность в ней разная: сохранившаяся Российская империя, коммунистическая антиутопия и почти полное разрушение в хаосе фантастических джунглей.
Пребывая в других мирах, Кириллу предстоит найти среди них загадочный мир «Аркан», в котором развитие опережает наш мир на тридцать пять лет и в котором он получит ответы на все вопросы…

## В ролях
- Никита Волков — Кирилл Даниилович Максимов, московский разработчик компьютерных игр (в нашем мире) / «функционал-таможенник», хозяин 12-й московской таможни между параллельными мирами (в других мирах)
- Евгений Ткачук — Константин («Котя») Чагин, друг Кирилла Максимова, редактор модного журнала / «функционал-куратор» нашего мира («Демоса»)
- Ольга Боровская — Анна, любимая девушка Кирилла Максимова
- Северия Янушаускайте — Рената Ивановна Иванова, «функционал-акушер», новая владелица квартиры Кирилла Максимова
- Евгений Цыганов — Антон Владимирович Белецкий, госслужащий
- Юлия Пересильд — Роза Давидовна Белая, хозяйка гостиницы «Белая роза» в мире «Кимгим», 300-летняя прелестница
- Елена Яковлева — Нина Дмитриевна, мать Кирилла Максимова
- Андрей Руденский — Даниил Сергеевич, отец Кирилла Максимова, учёный-историк
- Ёла Санько — Галина Петровна, соседка Кирилла Максимова по лестничной площадке
- Ирина Демидкина — Василиса, кузнец, «таможенник» «Нирваны»
- Андрей Мерзликин — Феликс
- Никита Тарасов — Кирилл Александрович, проводник в мир «Аркан»
- Ирина Хакамада — Ирина, политик
- Яна Чигир — Татьяна, сотрудник компьютерной фирмы
- Александр Плющев — Пётр Николаевич, сосед Кирилла
- Анна Пересильд — дочь Петра Николаевича
- Вилен Бабичев — Фёдор, кузнец
- Ксения Каратыгина — первая зеркальная девочка-близняшка
- Евгения Каратыгина — вторая зеркальная девочка-близняшка
- Сергей Лукьяненко — пассажир в метро
- Сергей Мокрицкий — пассажир в метро
- Константин Константинов — каперанг
- Сергей Горобченко — Андрей Викторович, шеф Кирилла Максимова
- Олег Васильков — водитель автомобиля Антона Владимировича Белецкого, «функционал»
- Дмитрий Хрусталёв — Дмитрий, член проверяющей комиссии
- Ян Гэ — певица
- Сергей Капков — полицейский
- Анатолий Кот — эпизод
- Борис Эстрин — Рогов

## Изменения в экранизации
Сохранив основу сюжета (герой, «стёртый» из реальности, работает таможенником на границе параллельных миров), сценарий фильма достаточно сильно отклоняется от содержания книги во многих деталях. Наиболее яркие из них:
- Башня Кирилла в фильме расположена напротив Кремля, причём Кремль есть во всех параллельных мирах, даже в абсолютно необитаемом мире. В книге выходы в другие миры появлялись в самых разных местах.
- Изменена профессия Кирилла (до начала его приключений).
- Изменена мотивация Кирилла: в фильме он делает всё ради возвращения своей девушки, в книге Кирилл желает разобраться в происхождении функционалов и обрести свободу.
- События после нокаута Кирилла до его появления в башне даны в виде секундной «прокрутки».
- Совершенно иначе показаны параллельные миры: Кимгим превратился в утопическую Российскую империю в эстетике стимпанка, а Нирвана — в пародию на ГУЛаг. В оригинале эти миры не имели никаких параллелей с российской историей (Кимгим был стимпанком, но не Россией, а Нирвана — мирным и красочным миром галлюциногенов). В фильме не объясняется, почему альтернативная Россия носит название «Кимгим», в книге же это город, в котором открылся портал.
- «Поводок» в фильме — амулет в виде паука, который функционалов заставляют носить, чтобы они не могли сбежать. В книге невозможность покинуть свою функцию была естественной особенностью функционалов. Когда поводок от функции натягивается, они просто не могут двигаться дальше, чтобы его не порвать.
- В книге у функционалов нет такой зависимости от воды, как в фильме. После возвращения из Аркана раненый Кирилл излечивается в стенах Башни, а вода нужна ему для естественного выведения из организма повреждённых тканей и восстановления объёма крови. В фильме Кирилл испытывает поводок в метро и едва не растворяется, а восстановиться ему помогает вода.
- Василиса в фильме — злодейка, которая пытается помешать Кириллу. В книге она была положительным персонажем и подругой Кирилла.
- В экранизацию введён новый персонаж Антон, все сцены с его участием придуманы специально для фильма.
- Существенно расширена роль Анны, которая поглотила сюжетные функции Насти.
- Имя акушерки в фильме — Рената, в книге её зовут Наталья.
- Добавлена сцена визита Кирилла к родителям.
- Разница между Землёй и Арканом в книге составляла 35 лет. В фильме Кирилл появляется в Аркане 22 июня 1941 года, таким образом нам показывают, что Великой Отечественной войны не было, потому что Гитлер стал художником.
- Для прохождения таможни необходимо воспользоваться омывающей руки рамкой.
- По-другому снят первый визит Кирилла в «Белую розу» (сцена с «матрёшкой»). Изменены роль и возраст самой Розы Белой, а также роль в происходящем функционала Феликса. Нет линии с террористами-антифункционалами.
- Убрана сюжетная линия дочери соседа Кирилла, «строгого алкоголика».
- Изменена порода собаки Кирилла и полностью убраны все попытки Кирилла вернуть себе пса.
- Все негры в Аркане заменены на азиатов.

## Прокат
С 24 мая 2018 года фильм «Черновик» вышел в прокат в формате «широкого превью», на 985 экранах. Он не смог возглавить продажи в дебютный уик-энд, собрав 54 млн рублей, так как стартовал третьим, уступив более успешным картинам «Дэдпул 2» и «Хан Соло. Звёздные войны». С 31 мая 2018 года фильм вышел более чем на 1 200 экранах и улучшил свои показатели, собрав 63 млн рублей, но уступил ещё одну строчку в рейтинге кассовых сборов. На следующей неделе сборы «Черновика» упали на 70 %, несмотря на то, что количество залов увеличилось. На четвёртой неделе сборы упали ещё на 73 %.
По итогам проката «Черновик» заработал 209 миллионов рублей (204 млн в России и 5 млн в других странах). Это чуть больше, чем производственный бюджет фильма — 200 миллионов рублей, но не покрывает маркетинговые расходы, которые оценивают ещё в 100 миллионов рублей; кроме того, половина кассы достаётся кинотеатрам. Аналитики рассматривают «Черновик» как кассовый провал и оценивают убытки, понесённые студией из-за него, в 175 млн рублей.

## Отзывы и оценки
Фильм «Черновик» получил преимущественно отрицательные отзывы в российской прессе. Его критиковали за плохую компьютерную графику, актёрскую игру и неудачные изменения сюжета по сравнению с книгой. Отмечали также, что, в отличие от книги, в фильме появились монархические и антисоветские мотивы.
Алексей Литовченко из «Российской газеты» в своей рецензии на фильм написал: «„Черновик“ в целом оставляет впечатление дешёвой поделки, на которую без слёз не взглянешь».
В рецензии Евгении Сафоновой, опубликованной на сайте журнала о видеоиграх «Игромания», говорится: «К сожалению, на экране сюжет фильма излагается куда сумбурнее, чем в кратком пересказе. С одной стороны, темп у ленты бодрый, скучать зрителю некогда. С другой — повествование напоминает лоскутное одеяло, до того оно фрагментировано. Некоторые сцены стыкуются весьма топорно, как будто при монтаже часть отснятого материала вырезали не глядя. Даже тем, кто читал книгу, порой будет нелегко понять, что происходит. Что уж говорить о людях, которые ничего не знают о Функционалах, Аркане и прочих фишках мира, созданного Лукьяненко… Фильм не так плох, чтобы вызвать желание стереть воспоминания о просмотре. Но качественной работой его не назовёшь. Может, обещанный сериал исправит положение. Пока перед нами действительно черновик — и это не тот случай, когда фильму стоило так усердно оправдывать своё название. Остаётся надеяться, что при таком подходе вторую книгу серии, „Чистовик“, тоже экранизируют под стать названию».
Сусанна Альперина, культурный обозреватель «Российской газеты», недостатком картины назвала сжатость сценария по сравнению с книгой (сто страниц против четырёхсот), вследствие чего зрителю приходится самому домысливать сюжет. Достоинствами фильма она считает удачный подбор актёров и хорошие съёмки: «Фильм очень хорошо снят. С первых же кадров чувствуется почерк Мокрицкого. Умноженный на талант Лукьяненко, он работает. Абсолютно органично смотрятся спецэффекты, их много, но режиссёру удалось „скрестить“ хорошие традиции операторской школы с новейшими компьютерными технологиями. Это удаётся не всем и не всегда, тем более, что в „Черновике“ миров, которые нужно показать зрителю, довольно много. И здесь кроется ещё одна сильная сторона фильма — Мокрицкий сумел воссоздать эти миры очень качественно».
Кинообозреватель журнала «Коммерсантъ Weekend» Станислав Ф. Ростоцкий оценил фильм, в основном, положительно: «К воображаемым мирам Лукьяненко режиссёр добавляет не только свои познания в области передовой фантастики, но и всенародную любовь к советским фантастическим фильмам, устроив встречу „Матрицы“ с „Гостьей из будущего“… Несмотря на отсылки к самой что ни на есть современности, „Черновик“ родом из навсегда утраченного, но всё ещё не забытого всеобщего советского детства… Именно это ощущение несколько старомодной „свойскости“ (которому, впрочем, ничуть не мешают спецэффекты и трюки „такого уровня“) делает фильм обаятельным и по-своему уютным».